# León (escultura)
León és una escultura urbana a la plaça de la Constitución, a la ciutat d'Oviedo (Astúries, Espanya, és una de les més d'un centenar que adornen els carrers d'Oviedo. L'escultura, feta de pedra, és obra d'Antonio Fernández, "Tonín", i està datada el 1804. L'obra és el resultat de l'interès de l'Ajuntament d'Oviedo al començament del segle xix d'ornamentar la font que hi havia a la principal plaça de la ciutat, en aquella època. A mitjan segle xix, la font va desaparèixer i l'escultura del lleó va ser traslladada a la seva ubicació actual: la porta de l'Ajuntament.